# Metamorpha elissa
Metamorpha elissa är en fjärilsart som beskrevs av Jacob Hübner 1816. Metamorpha elissa ingår i släktet Metamorpha och familjen praktfjärilar. Inga underarter finns listade i Catalogue of Life.

## Bildgalleri

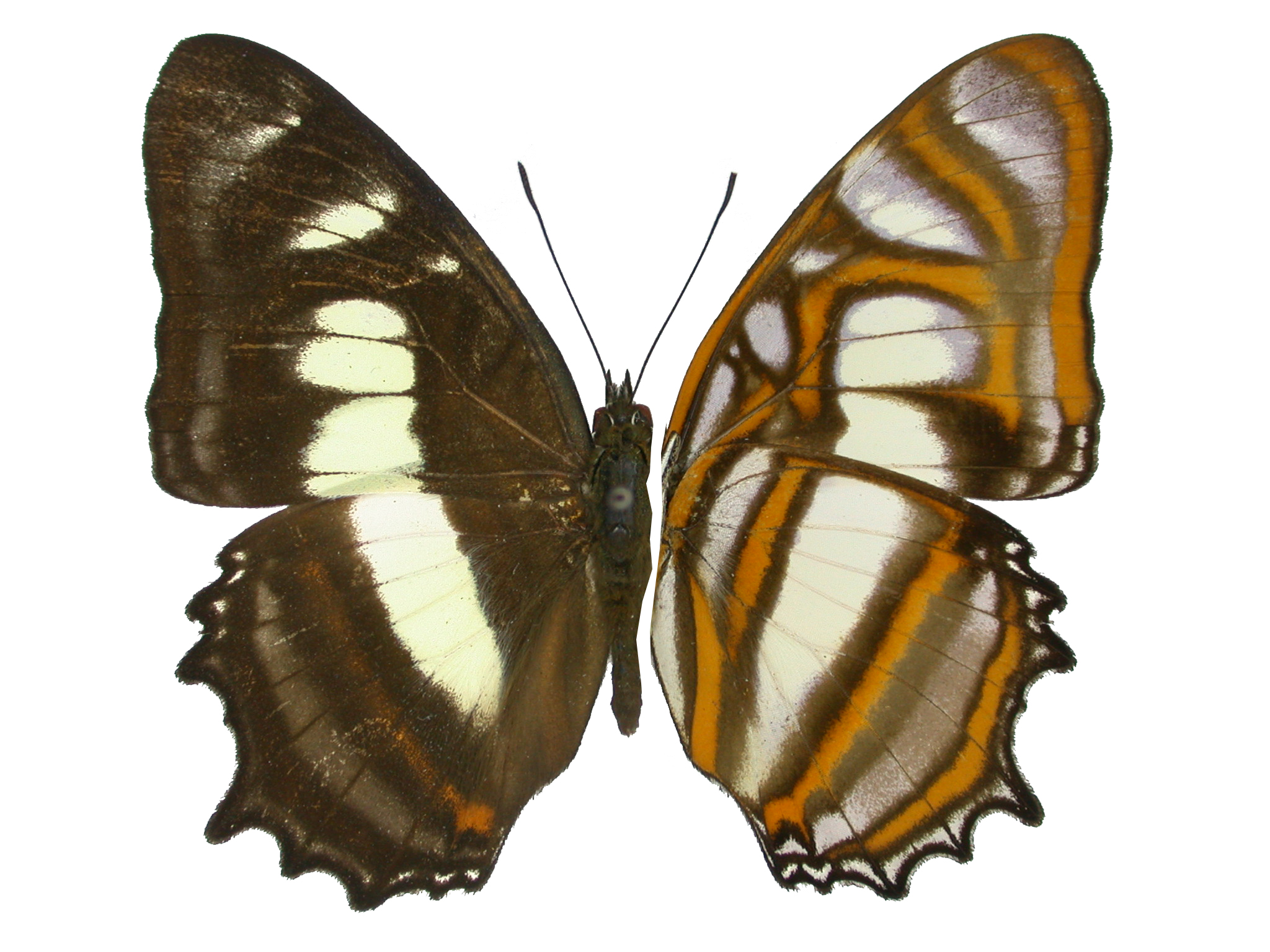